# Wie Gott in Frankreich
Wie Gott in Frankreich (meist in „leben wie Gott in Frankreich“) ist eine Redewendung. Sie hat die Bedeutung „eines sorglosen Lebens im Überfluss“ oder eines „herrlichen Lebens in Freuden“. Ihre Herkunft ist unbekannt.
Die Formulierung wird leicht abgewandelt gelegentlich auch mit anderen Tätigkeiten oder geografischen Regionen verwendet.

## Erste Erwähnungen

### Niederländische und deutsche Zitate
- 1771 schrieb die niederländische Schriftstellerin Betje Wolff in einem Brief:[3]

„(...) o dan meente ik te leeven als de goden in Vrankrijk (...)“

(„Da glaubte ich zu leben wie die Götter in Frankreich“.)
- 1773 schrieb der deutsche Autor Moritz August von Thümmel in Wilhelmine, ein prosaisch komisches Gedicht, in dem er die „wüthend abgehende Elisabeth“ sagen lässt :

„Nun bin ick vergnügt und uffgereimt zugleich.
Mich is zu Muth wie unsern Herrgott in Frankreich,
So mollich wie Milch in all mene Glieder.
Dat Weibstück kommt mich sobald nich wieder.“

- 1802 schrieb der deutsche Pfarrer Heinrich Christoph Steinhart in einem Reisebericht über Frankreich

„… so ist das Sprichwort: er lebt wie Gott in Frankreich – mehr als jemals treffend“

Diese Redewendung war demnach schon damals bekannt.
- 1803 wurde diese Formulierung in Deutsch in einem ungarischen Buch erwähnt.[7]

- 1814 berichtete ein preußischer Freiwilliger, der bei Neuilly lagerte, während der Befreiungskriege:

„Als gutes Brennholz dienen als erstes die Spaliere; Lebensmittel und Wein wurden herbeigeschafft und wir lernen die, uns bisher unverständlich gebliebene, Redensart: »wie Gott in Frankreich leben« gründlich verstehen.“

- 1826 schrieb Heinrich Heine in seinen Reisebildern:

„Dort amüsiert man sich ganz süperbe, man hat alle mögliche Vergnügungen, man lebt in lauter Lust und Pläsier, so recht wie Gott in Frankreich. Man speist von Morgen bis Abend, und die Küche ist so gut…“

- 1830 schrieb Eduard Oettinger in einem unterhaltsamen Buch

„So lebt der Schmarotzer wie ein Gott in Frankreich, frisst und säuft, ist munter und froh, und dankt dem Himmel, dass es Thoren giebt, deren Schwachheiten er zu benutzen weiß.“

- 1846 wird die Redensart  in einer Sprichwörtersammlung von Carl Simrock ohne weitere Erläuterungen aufgeführt.[11]

## Vermutungen über die Herkunft

### Fazit
Es gibt bisher keine überzeugende Erklärung für die Herkunft der Redewendung „(leben) wie Gott in Frankreich“. Der erste der nachfolgenden Erklärungsversuche beruht auf unbelegten Vermutungen, alle anderen sind inzwischen widerlegt.

### Goten
Die älteste bekannte Formulierung als de goden in Vrankrijk (wie die Götter in Frankreich, 1771) ließ bei verschiedenen niederländischen Autoren die Vermutung aufkommen, es handele sich dabei um eine missverstandene Übersetzung einer angeblichen spanischen Redewendung como los Godos en Francia (wie die Goten in Frankreich). Demnach seien ursprünglich die (West-)Goten gemeint gewesen. Eine solche Redewendung ist aber nirgends schriftlich nachweisbar, und schon gar nicht für die Zeit vor 1771.
Dieser Interpretationsversuch ist mit dem Zitat von Bentje Wolff von 1771 nicht zwingend in Einklang zu bringen und bleibt reine Spekulation.

### Maximilian I. (Apophthegmatavon Julius Wilhelm Zincgref)
In einer frühen Edition von Georg Büchmanns Zitatensammlung Geflügelte Worte wird über Maximilian I. behauptet:

„In Zincgref-Weidners ‚Apophthegmata‘ (Leipzig 1693) heißt es: Als er (Maximilian I., gest. 1519) auf eine Zeit gar vertraulich Gespräch hielte mit etlich seiner Leuten von einem und andern Land und Königreich, fället er unter andern auch dieses Urteil: ‚Wenn es möglich wäre, daß ich Gott sein könnte und zween Söhne hätte, so müßte mir der älteste Gott nach mir und der andre König in Frankreich sein.‘ Die Redensart ‚wie Gott in Frankreich‘, die allein in Deutschland gebräuchlich ist, läßt sich nur aus dieser Anekdote erklären.“

Franz Helbing stellt dazu 1903 fest:

„Wie Gott in Frankreich leben — wird für ein Wohlleben gesagt, der Ursprung und der Grund dieser Redensart ist unbekannt. Ein Ansspruch des Kaisers Maximilian I., den Büchmann gewissermaßen zur Erklärung angeführt, kann kaum darauf [bezogen werden] …“

In einer späteren Edition von Büchmanns Geflügelten Worten wird der Apophthegmata-Ursprung eindeutig widerrufen:

„Eine andere Erklärung, nach der die Redensart auf Maximilian I. zurückgehen soll (…), ist haltlos.“

### Französische Revolution
Kurt Krüger-Lorenzen erklärt die Redewendung aus der Zeit der Französischen Revolution von 1789, in der
„Gott abgesetzt wurde und der Kultus von der Vernunft an die Stelle des Christentums trat. Man stellte sich Gott gleichsam pensioniert vor, der nun in Frankreich so besonders sorglos und glücklich leben konnte“.
Eine Erklärung dieser Art findet sich bereits 1859 in Der Erzähler: ein Unterhaltungsblatt für Jedermann.
Hermann Schrader behauptet in Der Bilderschmuck der deutschen Sprache in Tausenden volkstümlicher Redensarten (1894), dass diese deutsche Redensart bereits vor 1794 bekannt war:

„Selbstredend ist das Wort nicht in Frankreich entstanden, sondern in Deutschland, und zwar noch vor dem 18. Floreal (7. Mai 1794).“

In der späteren Edition von Büchmanns Geflügelten Worten wird der Ursprung zur Zeit der Französischen Revolution unbestimmt gelassen:

„… wird manchmal aus der Zeit erklärt, in der Gott durch die Französische Revolution abgesetzt, in Frankreich nichts mehr zu tun hatte.“

### Vermischung älterer Redewendungen
Der Duden erklärt die umgangssprachliche Redewendung mit „im Überfluss, sorglos leben“ und vermutet Vermischung mit älteren Wendungen wie „leben wie ein Gott“ und „leben wie ein Herr (Geistlicher) in Frankreich“, wobei Letzteres auf das Wohlleben der französischen Geistlichkeit im Mittelalter anspiele.

## In anderen Sprachen

### Jiddisch – „lebn wi Got in Frankrajch“
Das Sprichwort wurde 1908 im Jiddischen als „lebn wi Got in Frankrajch“ („lebn vi Got in Frankraykh“) in der Bedeutung ‚sorglos sein‘ (זאָרגלאָז sorglos/zorgloz) verwendet.
Es bekam ab 1906 in Frankreich nach der Rehabilitation von Alfred Dreyfus noch eine besondere Bedeutung für die dortigen Juden.
Es gab schon vorher im Jiddischen ähnlich lautende Redensarten mit selbiger Bedeutung: „lebn wi baj got hintern ojfn“ („lebn vi bay Got hintern oyvn“; leben wie bei Gott / in Gottes Haus hinter dem Ofen). Außerdem „lebn wi got in odes“ („lebn vi Got in Odes“; leben wie Gott in Odessa). Die Bewohner von Odessa hatten den Ruf, liberale Freidenker zu sein – sie wurden sogar als Häretiker bezeichnet  –, was sich auch in ihrer Toleranz gegenüber den dort ansässigen Juden ausdrückte.

### Englisch – „live like God in France“
Eine frühe Erwähnung der Redensart findet sich in einem englischen, vermutlich übersetzten Kriegsbericht aus dem Jahr 1914.

### Französisch – „vivre comme Dieu en France“
Die deutsche Version wird 1905 in der französischen Literatur erwähnt. Die ins Französische übersetzte Redewendung findet sich erst um 1918 in einem französischen Geschichts- und Literatur-Journal, wobei festgestellt wird, dass es sich bei dem geflügelten Wort um eine gängige deutsche Redensart handelt. Entsprechende französische Idiome werden angegeben.

### Italienisch – „vivere come Dio in Francia“
Im Italienischen erscheint die Redensweise erst in den 1920er Jahren („vivere come Dio in Francia“, „felice come Dio in Francia“).

### Niederländisch – „leven als God in Frankrijk“
Nach der ältesten Erwähnung von 1771 (siehe oben) wurde sie 1858 in einem niederländischen Sprichwörterbuch wieder erwähnt.

## Weitere Verwendungen
Statt „leben …“ werden auch weitere Verben in Literatur, Werbung und Reiseberichten durch „wie Gott in Frankreich“ adverbial bestimmt (in Deutsche Phraseologie kontrastiv: intra- und interlinguale Zugänge wird es an genau diesem Beispiel demonstriert): „Speisen …“, „tafeln …“, „sich fühlen …“, „trinken …“, „genießen …“, „fahren …“ etc.
Auch den geografischen Parameter kann man verändert vorfinden: Der Autor Daniel Goeudevert verwendet eine Variante der Redewendung als Titel für sein Buch Wie Gott in Deutschland. Eine Liebeserklärung. Georg Wailand bezieht in Die Reichen und die Superreichen in Österreich die Redewendung auf Österreich: „(…), den Geladenen den Eindruck zu vermitteln, wie Gott in Österreich lebt.“
Es gibt viele weitere Beispiele dieser Art, besonders in der kulinarischen Literatur spezieller Regionen.